# GraphEdit
GraphEdit，屬於Microsoft DirectShow SDK的一個Utility，是一個用於建立和測試Filter graph的視覺化工具，可用於測試DirectShow的filter。
GraphEdit位於SDK目錄中的Bin\DXUtils\graphedt.exe，DirectShow Filter經過Registry登錄後（Filter本質上是一種ActiveX，使用regsvr32.exe登錄），即可以GraphEidt中得以搜尋，插入後（Graph | Insert Filters），在GraphEdit上會顯示成灰色盒子狀，並有Filter名稱列於其中（即Friendly name），有的Filter會出現輸入或輸出的Pin腳。Input Pin可與Output Pin相互連結，使用者可以自行連結，或交由系統直接生成。如連結成功，可以繼續執行Run的動作，可將Active Movie Window呼叫起來，這個動作是執行IMediaControl::Run。
GraphEdit上的盒子大部份顯示為灰色，但有一種架構在KsProxy.ax之上的Filter（本質上可以是一種driver，例如：avstream）會顯示為橘黃色。

## 外部連結
- Download （页面存档备份，存于）
- Overview of GraphEdit （页面存档备份，存于）